# Fulminato de mercurio(II)

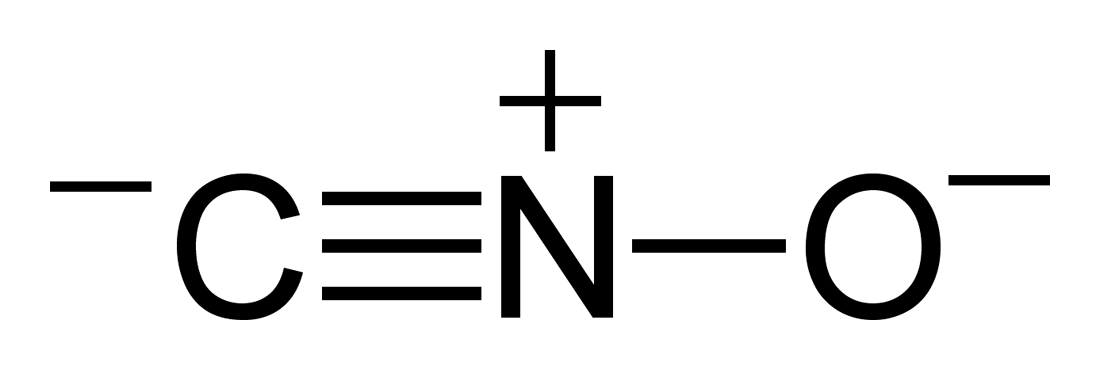
Fórmula (química) estructural del ion fulminato

El fulminato de mercurio(II) o fulminante de mercurio es una sal explosiva que se presenta en forma de cristales blancos. Es muy inestable y de descomposición exotérmica poco calórica, por lo que se utiliza como explosivo de iniciación.
La fórmula química del fulminato de mercurio(II) es Hg(CNO)2.

## Historia
Los alquimistas del siglo XVII ya mezclaban spiritus vini (etanol) y mercurio en aqua fortis (ácido nítrico) para conseguir un explosivo. Asimismo, Johann Kunckel se refiere a la reacción en su Laboratorium Chymicum, y en 1799, Edward Howard logró aislar su compuesto, y Alfred Nobel lo utilizó para detonar la dinamita. Sin embargo, no sería hasta 2007 que Wolfgang Beck, Thomas Klapötke y su equipo determinarían la estructura cristalina del compuesto.

## Preparación
El fulminato de mercurio(II) se prepara disolviendo mercurio en ácido nítrico y luego agregando etanol. La reacción es exotérmica y libera gases tóxicos e inflamables.
{\displaystyle {\mathsf {Hg(NO_{3})_{2}+3C_{2}H_{5}OH\rightarrow Hg(CNO)_{2}\downarrow +2CH_{3}CHO+5H_{2}O}}}

## Precauciones
El fulminato de mercurio(II) es una sustancia extremadamente sensible y tóxica. Debe almacenarse en un lugar fresco, seco, y alejado de roces o golpes. El envenenamiento por mercurio es factible al manipularlo repetidamente en ambiente cerrado.

## En la cultura popular
En la película de comedia de 1955 Mister Roberts, el alférez Frank Pulver dispara un petardo de fulminante de mercurio y hace estallar la proa del barco.
En la serie western de televisión Have Gun – Will Travel, Temporada 4 Episodio 10 "Crowbait", Russell Collins interpreta al prospector Crowbait, que lleva mercurio fulminado. Paladín se preocupa por ser volado mientras se quita un saco de paquete.
En el sexto episodio de la primera temporada de Breaking Bad titulado "Crazy Handful of Nothin'", Walter White usó mercurio (II) fulminado (Los cazadores de mitos descubrieron que se agregó un poco de fulminado de plata) para volar la sede de Tuco Salamanca.
En el episodio de 1972 de Mannix, llamado "A Walk in the Shadows", la policía determina que el mercurio fulminado es el material explosivo utilizado en un asesinato, al volar un barco.